# Liste der Naturdenkmale in Morshausen
Die Liste der Naturdenkmale in Morshausen nennt die im Gemeindegebiet von Morshausen ausgewiesenen Naturdenkmale (Stand 13. Mai 2024).

## Naturdenkmale
| Nr.         | Bezeichnung | Lage                                            | Beschreibung | Bild            |
| ----------- | ----------- | ----------------------------------------------- | ------------ | --------------- |
| ND-7140-008 | Eiche       | Jakob-Kneip-Straße, am westlichen Ortsrand Lage | Quercus sp.  | Fotos hochladen |